# Prue Halliwell
Prue Halliwell, egentligen Prudence, är en rollfigur i den amerikanska TV-serien Förhäxad, som handlar om tre systrar som är häxor. Prue Halliwell är den äldsta av systrarna och hon porträtteras av Shannen Doherty.

## Biografi

### Bakgrund
Prue Halliwell är äldst av systrarna och som liten såg hon sin mamma dödas av en demon som lever i vatten. På grund av den händelsen är hon rädd för vatten och kan inte simma, men det döljer hon för andra. Prue säger också att hon offrade sin barndom för att uppfostra sina yngre systrar Phoebe och Piper Halliwell. Som barn gick Prue på Magic School, en skola där unga lär sig hantera sina magiska krafter, men hennes minne raderades så hon glömde bort det. 

### Förhäxad
När serien börjar bor Prue tillsammans med Piper i familjens hus, mest som ett sätt att behålla huset inom familjen efter mormoderns död. Som äldst av systrarna är hon mest ansvarstagande, vilket krockar en del med den rebelliska Phoebes levnadsglädje och tvingar Piper att bli en medlare. Prue börjar så småningom arbeta på auktionsbyrån Bucklands, där hon visar sig skicklig på att datera föremål. När hennes gamla high school-flört Andy dyker upp, börjar de att träffas igen. Förhållandet testas dock hårt av att Prue har blivit en häxa. När Andy dödas och ägaren till Bucklands visar sig vara en demon lämnar hon inte bara Bucklands utan hela auktionsbranschen. Hon försöker bli fotograf och visar sig inte utan talang. Prue är i övrigt social, och försöker att hantera sitt liv som häxa med kärleken till en dödlig. Prue är dessutom den av systrarna som har svårast att återknyta relationen med deras pappa.

### Övernaturliga förmågor
Prue Halliwell har begåvats med följande övernaturliga förmågor:
- Telekinesi, det vill säga förmågan att flytta saker med tanken. Först kanaliserade hon kraften genom ögonen och sedan med händerna. Släktingarna Patty Halliwell och Brianna hade också denna kraft.
- Astralprojektion, det vill säga förmågan att skapa kopior av sig själv och dyka upp på vilket ställe som helst. Det är en förmåga hon upptäcker att hon besitter en bit in i serien. Hon upptäcker den när hon vill vara på två ställen samtidigt. Kopian har inga magiska krafter.

### Död och livet efter
- I säsong 1 avsnitt 20 tar Prue en dryck som gör henne till ett spöke; hon räddas sedan av Andy.
- I säsong 2 avsnitt 22 knivhuggs hon till döds av en ond trollkarl. Phoebe räddar henne genom att ta fram anden i flaskan och önska att Prue levde igen.
- I säsong 3 avsnitt 22 dödas Prue av demonen Shax. Hon kan inte återupplivas. Prue får en wiccansk begravning, och besöker inte systrarna som ett spöke eller en ledsagare.

### Alternativa verkligheter
- I säsong 2 avsnitt 2 besöker systrarna framtiden. Prue är blond, framgångsrik, och ägare av Buckland Auction House. Hon har ingen kontakt med sina systrar och hon har ingen man. Hon är en kraftfull häxa och spränger nästan hela vinden med sin telekinetiska kraft.